# Cherokee Pass (Misuri)
Cherokee Pass es un lugar designado por el censo ubicado en el condado de Madison en el estado estadounidense de Misuri. En el Censo de 2010 tenía una población de 235 habitantes y una densidad poblacional de 43,35 personas por km².

## Geografía
Cherokee Pass se encuentra ubicado en las coordenadas 37°29′17″N 90°17′39″O / 37.48806, -90.29417. Según la Oficina del Censo de los Estados Unidos, Cherokee Pass tiene una superficie total de 5.42 km², de la cual 5.39 km² corresponden a tierra firme y (0.53%) 0.03 km² es agua.

## Demografía
Según el censo de 2010, había 235 personas residiendo en Cherokee Pass. La densidad de población era de 43,35 hab./km². De los 235 habitantes, Cherokee Pass estaba compuesto por el 99.15% blancos, el 0.43% eran afroamericanos, el 0% eran amerindios, el 0.43% eran asiáticos, el 0% eran isleños del Pacífico, el 0% eran de otras razas y el 0% pertenecían a dos o más razas. Del total de la población el 0% eran hispanos o latinos de cualquier raza.